# Marketing pe motoare de căutare
SEM este prescurtarea, folosită și în românește, a termenului englez Search Engine Marketing, însemnând în traducere „marketing prin motoare de căutare” (pentru Internet). Acest acronim este folosit pentru a desemna atât activitățile de promovare plătită (prin intermediul motoarelor de căutare) cât și promovarea prin tehnici SEO (Search Engine Optimization). În prezent însă, termenul SEM este deseori folosit pentru a desemna doar activitățile de promovare plătită. Astfel, SEO este o parte componentă a SEM si nu invers. SEM are două componente principale:  
- promovarea plătită (prin anunțuri și reclame plătite direct către motoarele de căutare)
- promovarea prin tehnici SEO (redactare de blog-uri și articole, link-building, optimizare prin cuvinte, promovare prin social media).

## Piață
În 2007, agenții de publicitate din S.U.A. au cheltuit 24,6 miliarde de dolari în marketingul motorului de căutare. În trimestrul 2, 2015, Google (73,7%) și parteneriatul Yahoo! / Bing (26,3%) au reprezentat aproape 100% din cheltuielile pentru motorul de căutare din S.U.A. Începând cu 2006, SEM a crescut mult mai repede decât publicitatea tradițională și chiar și alte canale de marketing online. Gestionarea campaniilor de căutare se face direct cu furnizorul SEM sau printr-un furnizor de instrumente SEM. Poate fi și auto-servire sau printr-o agenție de publicitate. În octombrie 2016, Google conduce piața mondială a motorului de căutare cu o cotă de piață de 89,3%. Bing vine pe locul al doilea, cu o cotă de piață de 4,36%, Yahoo pe locul al treilea, cu o cotă de piață de 3,3%, iar motorul de căutare chinez Baidu este al patrulea la nivel global, cu o cotă de aproximativ 0,68%.

## Utilizare
SEM sau marketingul prin motoare de căutare este folosit pentru promovarea de site-uri și bloguri în listele de rezultate, care sunt afișate în momentul în care un utilizator tastează un anumit termen sau o expresie într-un motor de căutare.  
Administratorul sau deținătorul unui site sau al unui blog licitează sau plătește o sumă de bani unui motor de căutare pentru ca site-ul sau blogul său să fie afișat preferențial în lista de rezultate. În funcție de suma licitată, anunțul (url-ul site-ului său) va fi afișat fie la începutul listei de rezultate, fie în dreapta sa, fie la final. Aceste anunțuri sunt afișate în funcție de cuvintele cheie (termenii după care utilizatorii operează căutări) pentru care beneficiarul a licitat. 
Anunțurile plătite nu sunt influențate în niciun fel de poziționarea organică a unui site. Poziționarea organică este, în schimb, influențată de ansamblul de tehnici și metode utilizate pentru crearea conținutului prezent pe un site. Acest conținut este astfel creat pentru a genera o îmbunătățire a poziționării în lista de rezultate pentru anumite cuvinte cheie. Mai simplu spus, în eforturile de poziționare organică beneficiarul utilizează o serie de cuvinte cheie folosite de utilizatori pentru căuta informații relevante despre produsele sau serviciile pe care acesta le oferă. 
Beneficiarul plătește pentru ca site-ul său să se poziționeze mai bine decât ar face-o în mod natural. Spre exemplu, proprietarul unui site care comercializează mașini second-hand ar putea licita pentru expresia „automobile second-hand”. Astfel, în momentul în care un utilizator va tasta expresia „automobile second-hand” în motorul de căutare, site-ul acestuia va apărea în lista de rezultate. În funcție de sumele licitate și numărul de advertiseri, un site se poate poziționa în capul listei de rezultate, în dreapta acesteia sau la final. Fiecare dintre aceste poziții sunt considerate poziții „avantajoase” însă cea mai dorită poziție este în capul listei. Suma licitată influențează foarte mult poziționarea.

## Campanii PPC
Cea mai comună tehnică de promovare SEM mai este cunoscută sub denumirea de „campanie pay-per-click”; beneficiarul plătește doar în momentul în care un utilizator a accesat site-ul său (a dat un click). Acesta licitează o anumită sumă pentru fiecare click și stabilește un buget fix pentru campania ppc sau plătește lunar, săptămânal sau zilnic, în funcție de numărul de click-uri. Dacă acesta a stabilit un buget fix, atunci când bugetul său este epuizat, afișarea anunțului este întreruptă. Dacă nu a stabilit o limită, va fi taxat de către motorul de căutare în funcție de numărul de click-uri din luna, săptămâna sau ziua respectivă.

## Metode de promovare SEM
Anunțurile plătite sunt de departe cea mai uzitată formă de marketing prin motoare de căutare. Cu toate acestea, există și alte forme de promovare prin SEM:
- reclamele plătite – Acestea sunt afișate pe site-urile afiliate motoarelor de căutare. Aceste site-uri sunt plătite de motoarele de căutare pentru a afișa aceste reclame. De regulă, site-ul afiliat pe care este afișată o reclamă plătită trebuie să aibă legătură cu domeniul în care activează site-ul care își face publicitate.

- Campaniile „pay-per-call” – Aceasta este o formă relativ nouă de promovare SEM care se aplică doar utilizatorilor care operează căutări de pe telefonul mobil. Această metodă presupune ca beneficiarul să plătească doar în momentul în care este contactat telefonic de un client care a văzut anunțul pe telefonul său.

## Întrebări etice
Anunțurile de căutare cu plată nu au fost controversate, iar problema modului în care motoarele de căutare afișează publicitatea pe paginile cu rezultatele căutării a fost ținta unei serii de studii și rapoarte de către Consumer Reports WebWatch. De asemenea, Comisia Federală pentru Comerț (FTC) a emis o scrisoare în 2002 cu privire la importanța dezvăluirii publicității plătite pe motoarele de căutare, ca răspuns la o plângere din partea Commercial Alert, un grup de advocați pentru consumatori cu relații cu Ralph Nader.
O altă controversă etică asociată cu marketingul de căutare a fost problema încălcării mărcii comerciale. Dezbaterea cu privire la faptul dacă terții ar trebui să aibă dreptul de a licita asupra mărcilor concurenților lor este în derulare de ani de zile. În 2009, Google și-a schimbat politica, care anterior a interzis aceste tactici, permițând părților terțe să liciteze pe termeni de marcă, atâta timp cât pagina lor de destinație oferă, de fapt, informații despre termenul marcă comercială. Deși politica a fost schimbată, aceasta continuă să fie o sursă de dezbateri aprinse.